# Артту Госконен
Артту Госконен (фін. Arttu Hoskonen, нар. 16 квітня 1997, Кааріна, Фінляндія) — фінський футболіст, центральний захисник польського клубу «Краковія» та національної збірної Фінляндії.

## Ігрова кар'єра

### Клубна
Артту Госконен починав займатися футболом у своєму рідному місті Кааріна у місцевому клубі КааПО. У 2010 році футболіст приєднався до академії клубу «Інтер» з міста Турку. З 2015 року Госконен є гравцем основи «Інтера». У 2019 році разом з клубом дебютував у єврокубках - у матчах кваліфікаційного раунду Ліги Європи.
У січні 2022 року Госконен перейшов до столичного ГІКа, підписавши з клубом дворічний контракт.
У січні 2023 року Госконен перейшов до польського клубу «Краковія», з яким уклав угоду на два з половиною роки. Першу гру в чемпіонаті Польщі футболіст провів 17 лютого 2023 року.

### Збірна
17 листопада 2022 року у товариському матчі проти команди Північної Македонії Артту Госконен дебютував у складі національної збірної Фінляндії.

## Титули
ГІК
 Чемпіон Фінляндії: 2022
Інтер (Турку)
 Переможець Кубка Фінляндії: 2017/18